# Altalene (Slait e Tha Supreme)
Altalene è un singolo dei rapper e produttori italiani Slait e Thasup, pubblicato il 2 ottobre 2020 come unico estratto dal mixtape Bloody Vinyl 3.

## Descrizione
Il brano è stato realizzato con la partecipazione vocale dei cantanti italiani Mara Sattei e Coez. Riguardo alla sua realizzazione, Mara Sattei ha spiegato:
La canzone è stata composta in chiave Fa diesis maggiore con un tempo di 140 battiti per minuto.

## Formazione
- Slait – produzione, direzione artistica, produzione esecutiva
- Young Miles – direzione artistica
- Tha Supreme – produzione, direzione artistica
- Low Kidd – direzione artistica
- Andrea Suriani – missaggio, mastering
- Coez – voce
- Mara Sattei – voce

## Successo commerciale
Altalene ha debuttato in vetta nella Top Singoli, rimanendo nelle prime venti posizioni per oltre trenta settimane. Al termine del 2020 è risultato essere il 96º brano più trasmesso dalle radio.

## Classifiche

### Classifiche settimanali
| Classifica (2020) | Posizione massima |
| ----------------- | ----------------- |
| Italia            | 1                 |

### Classifiche di fine anno
| Classifica (2020) | Posizione |
| ----------------- | --------- |
| Italia            | 51        |
| Classifica (2021) | Posizione |
| Italia            | 70        |